# العراق في الألعاب الأولمبية الصيفية 1984
شاركت العراق في دورة ألعاب أولمبية صيفية 1984، لوس أنجلس، الولايات المتحدة، ب23 مشارك.